# André Grisel
André Grisel (10 de Julho de 1911 - 24 de Setembro de 1990) foi um professor de direito, jurista, e presidente do Supremo Tribunal Federal Suiço. 

## Formação e Carreira
Nascido no dia 10 de Julho de 1911 em La Chaux-du-Milieu, era filho de Eugène e de Cécile Delachaux. Casou-se com Odette Edelmann e tiveram uma filha, Etienne Grisel, também jurista. 
Estudou direito nas universidades de Neuchâtel e de Bonn. Obteve seu doutorado em direito antes de tornar-se Presidente dos Tribunais de Chaux-de-Fonds et du Locle (1937-1942). Posteriormente foi Presidente do Tribunal de Boudry (1942-1949) e juiz cantonal (1942-1956). De 1953 a 1956 foi Presidente do tribunal cantonal e em 1956 foi eleito juiz federal. De 1981 a 1987, presidiu a mais alta corte do país. Foi membro do tribunal administrativo da Organização Internacional do Trabalho, e o presidiu também de 1981 a 1987, simultaneamente com a Suprema Corte Federal. 
Grisel foi Professor de direito na Universidade de Neuchâtel; deu aulas de “direito e obrigações” de 1945-1951, e de direito constitucional e administrativo de 1951-1956. Recebeu o Prêmio Walther Hug em 1984 por suas numerosas publicações; Tratado de Direito Administrativo (1984) obtendo maior destaque. Recebeu o título de Doctoris Honoris Causa das universidades de Fribourg e de Saint-Gall. 

## Obras Destacadas
·Droit administratif suisse 
·La liberté d'opinion des fonctionnaires en droit fédeŕal suisse  
·Traité de droit administratif 
·Les droits constitutionnels non écrits 